# Municipio de Buenaventura
El municipio de Buenaventura es uno de los 67 municipios en que se divide el estado mexicano de Chihuahua. Su cabecera es San Buenaventura.

## Geografía
El municipio de Buenaventura se encuentra situado en el noroeste del estado de Chihuahua, en una zona de valles que formar la transición entre las estribaciones de la Sierra Madre Occidental y el desierto de Chihuahua. Tiene una extensión territorial de 7920.796 kilómetros cuadrados que representan el 3.2% de la extensión de Chihuahua.
Sus coordenadas geográficas extremas son 29° 30' - 30° 53' de latitud norte y 106° 28' - 107° 39' de longitud oeste y su altitud va de un mínimo de 1 100 a un máximo de 2 900 metros sobre el nivel del mar.
Limita al norte con el municipio de Ascensión, al este con el municipio de Ahumada, al sureste con el municipio de Chihuahua y al sur con el municipio de Namiquipa; al oeste limita con el municipio de Ignacio Zaragoza, el municipio de Galeana y el municipio de Nuevo Casas Grandes.

## Demografía
Según el Conteo de Población y Vivienda de 2020 realizado por el Instituto Nacional de Estadística y Geografía, la población del municipio de Buenaventura es 25 146 habitantes, de los cuales 49.7% son hombres y 50.3% son mujeres.

### Localidades
En el censo de 2020 el municipio de Buenaventura contaba con 69 localidades.
| Código INEGI      | Localidad           | Población (2020) |
| ----------------- | ------------------- | ---------------- |
| 080100001         | San Buenaventura    | 8 253            |
| 080100005         | Ejido Benito Juárez | 6 528            |
| 080100082         | Constitución        | 2 772            |
| 080100026         | Flores Magón        | 2 626            |
| 080100028         | Rodrigo M. Quevedo  | 1 209            |
| Otras localidades | Otras localidades   | 3 758            |
| Total municipal   | Total municipal     | 25 146           |

## Notas históricas

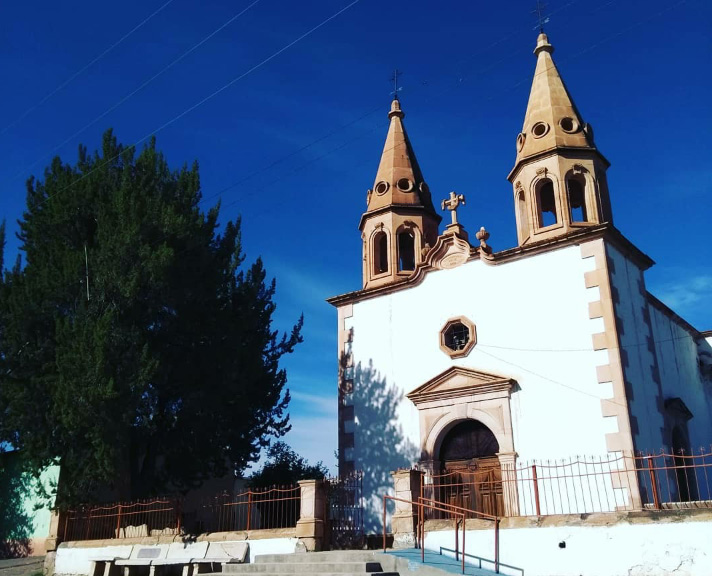
Iglesia de San Lorenzo

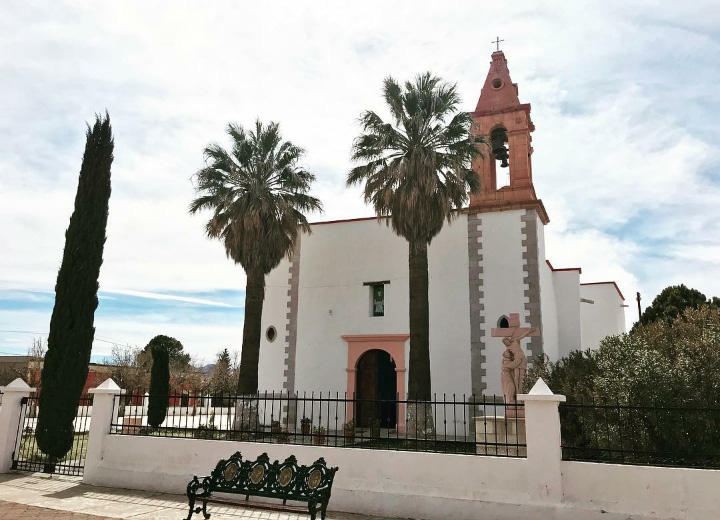
Iglesia de San Buenaventura